# Avenue Junot
Pour les articles homonymes, voir Junot.
L'avenue Junot est une voie située dans le quartier des Grandes-Carrières sur la butte Montmartre, dans le 18e arrondissement de Paris (France).

## Situation et accès
Longue de 450 mètres, l’avenue Junot commence place Marcel-Aymé et finit 66, rue Caulaincourt.
Elle est desservie par la ligne 12 du métro à la station Lamarck - Caulaincourt.

## Origine du nom
L'avenue porte le nom du général Jean-Andoche Junot (1771-1813), duc d'Abrantès.

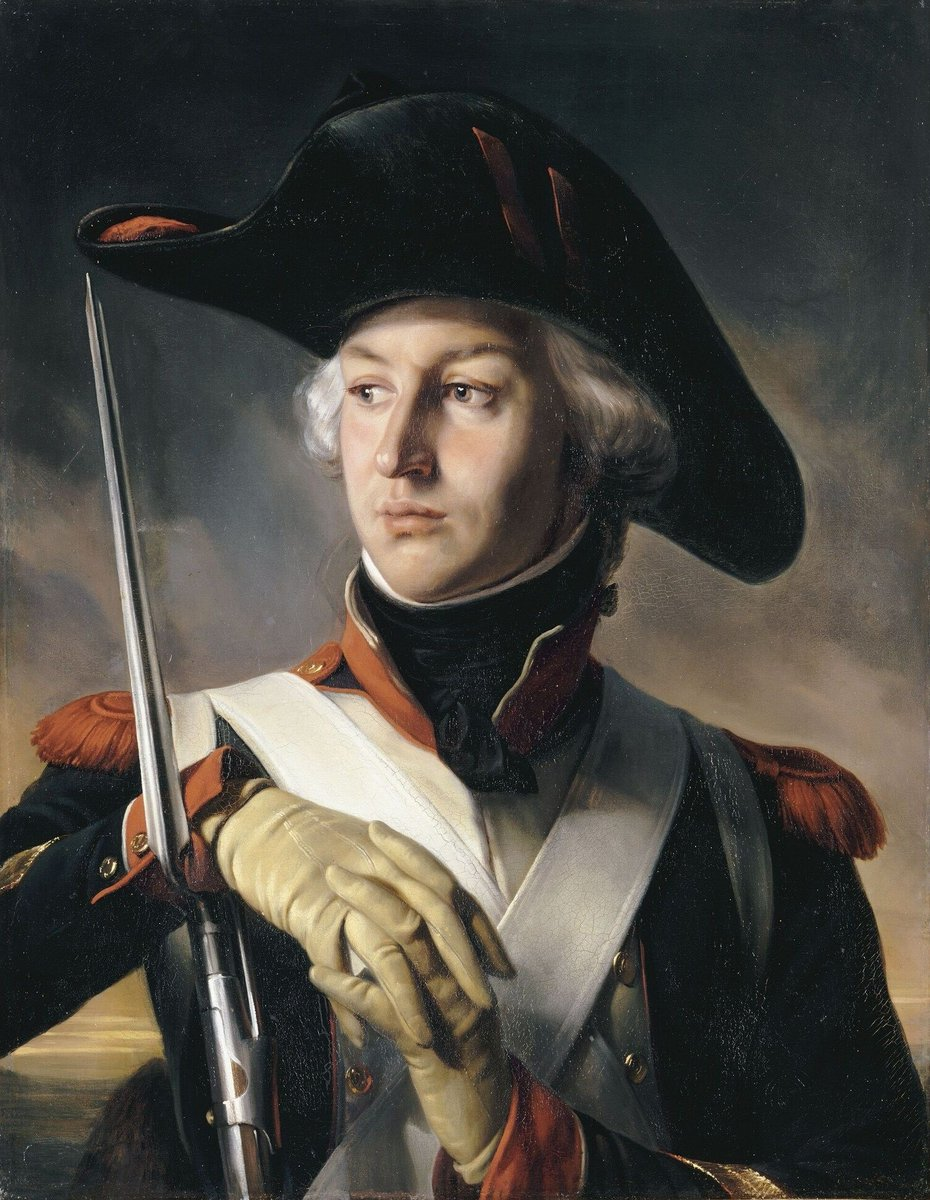
Félix Philippoteaux, Jean-Andoche Junot (1834), château de Versailles.
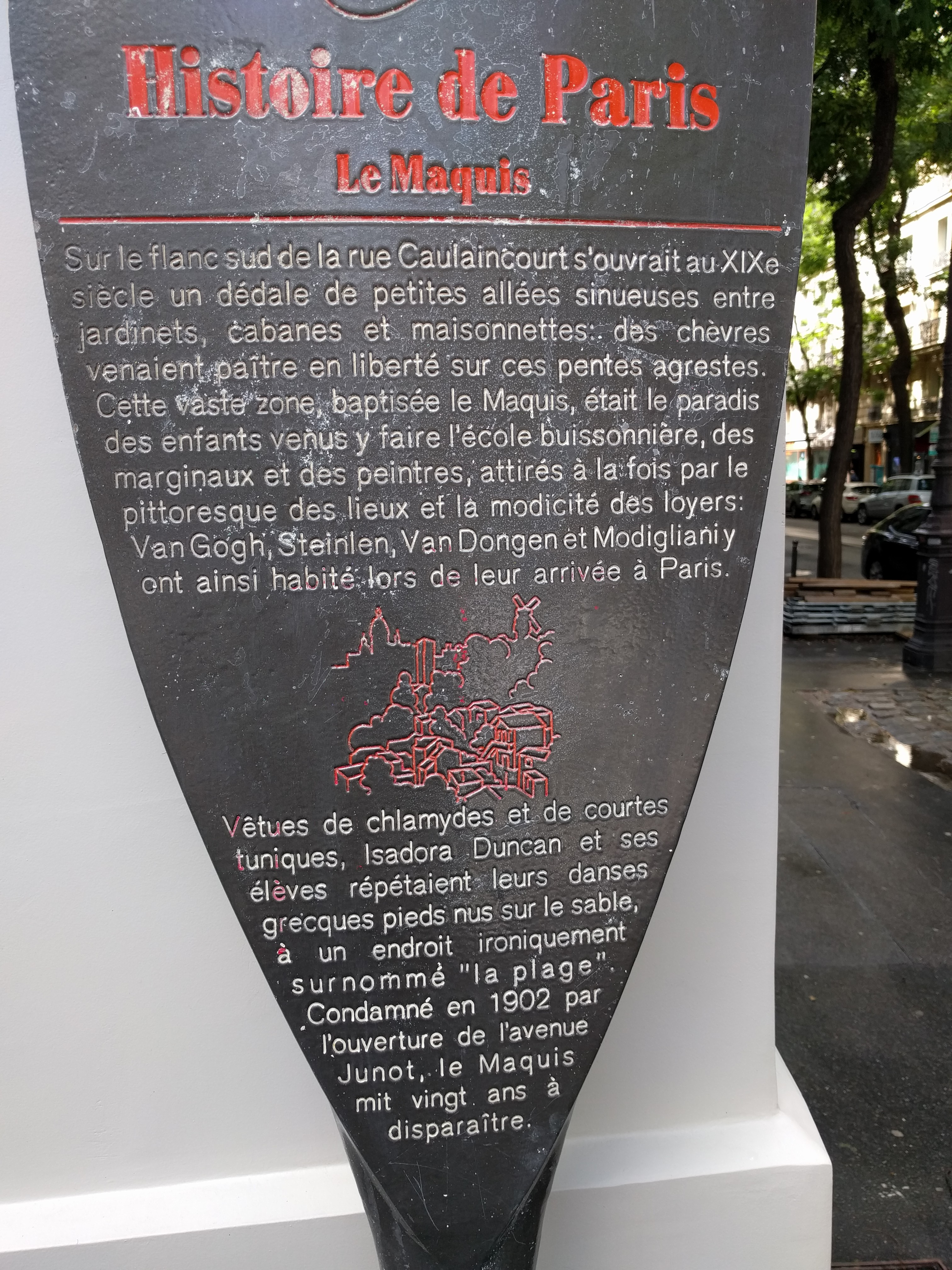
Panneau Histoire de Paris évoquant le maquis, entre la rue Caulaincourt et l'avenue Junot.

## Historique
Lors du percement de la voie, les fondations partielles d’une construction d’époque romaine sont mises à jour au niveau des nos 7 à 11 et des nos 10 à 12. Selon les archéologues, il s’agirait de vestiges d’un bâtiment annexe d'un temple de Mercure, situé entre le Hameau des Artistes (no 11) et le passage du no 21 .
L'avenue Junot a été créée entre 1910 et 1912 dans une zone connue sous le nom de « maquis de Montmartre » qui s'étendait jusqu'à la rue Caulaincourt. Le maquis était un domaine occupé par des clochards, des chiffonniers et des bohèmes. La voie s'appelait initialement « avenue de la Tempête ».
L'avenue a été construite en deux temps. D'abord la partie comprise entre la rue Simon-Dereure et la rue Caulaincourt, puis, en 1912, entre la rue Girardon et la rue Simon-Dereure. Dans cette partie, l'avenue a été tracée entre deux impasses plus anciennes, l'impasse Girardon, ancienne impasse de la Fontaine-Saint-Denis, dont il subsiste la partie nord avec l'atelier de Gen Paul, et l'impasse des Deux-Frères, dont il subsiste la partie sud, aujourd'hui chemin privé menant au moulin de la Galette ou Blute-Fin.
Cette partie sud de l'impasse des Deux-Frères donnait accès à l'ancienne ferme Debray du XVIIIe siècle. Les Debray avaient été des meuniers et des fermiers pour les Dames de l'abbaye de Montmartre depuis le XIVe siècle. Au moment de la vente des biens nationaux, ils rachetèrent les moulins qui sont réunis par une grande maison. En 1833, le « petit père Debray » transforma sa ferme et ses moulins en bal public du moulin de la Galette. Cette partie de l'impasse des Deux-Frères a été intégrée dans la résidence privée du moulin de la Galette où se trouvent le moulin Blute-Fin et la mire du Nord.
Face à la rue Simon-Dereure se trouve l'entrée de la villa Léandre, impasse bordée d'anciennes villas lui donnant une apparence villageoise.

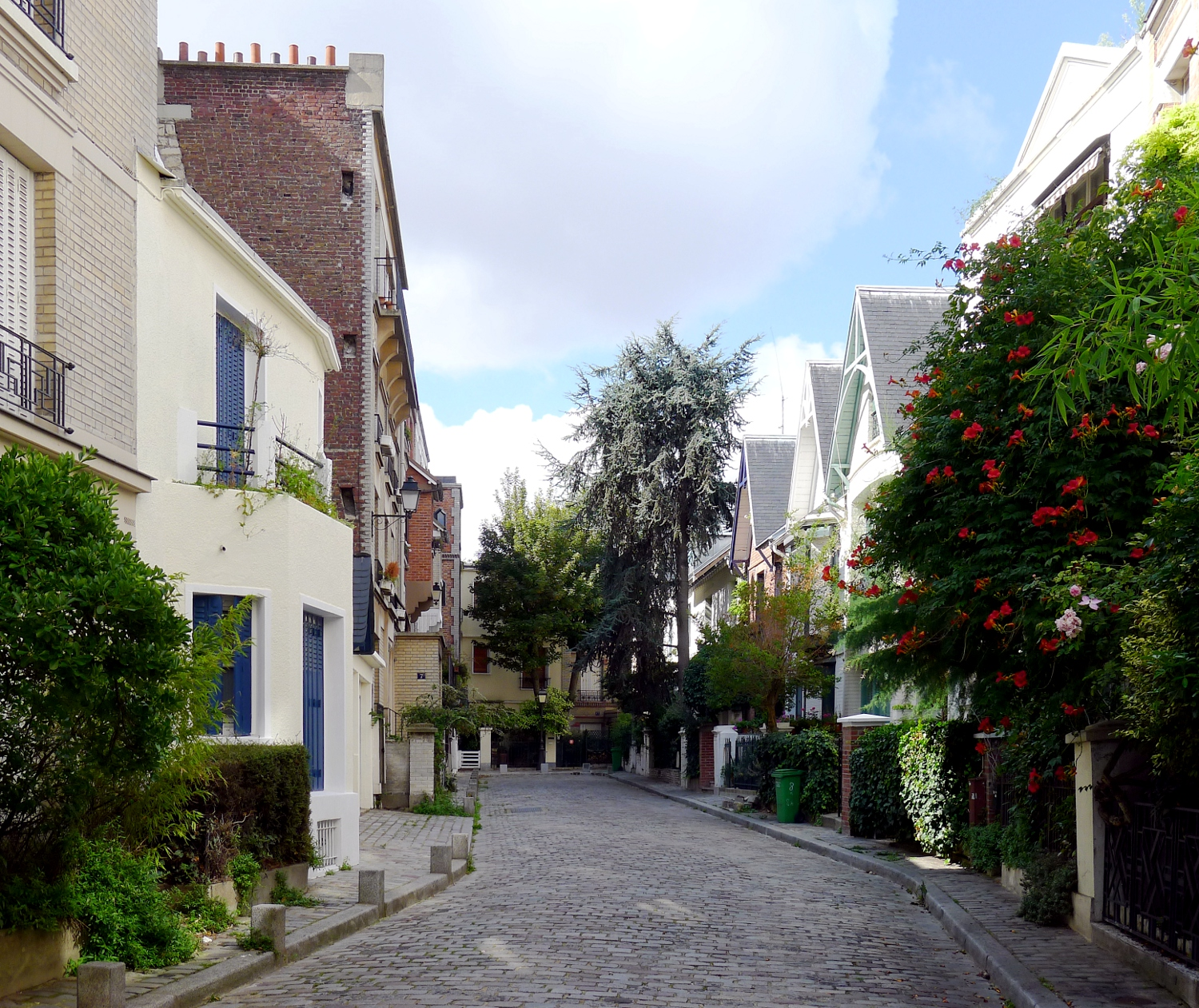
La villa Léandre.

## Bâtiments remarquables et lieux de mémoire
- No 1 : le théâtre Lepic, situé à l'arrière du moulin de la Galette. Anciennement théâtre du Tertre et Ciné 13 Théâtre, il est dirigé par Salomé Lelouch, la fille du réalisateur Claude Lelouch.
- No 2 et impasse Girardon : ancien atelier de Gen Paul, artiste peintre et graveur français[5], qui y a vécu entre 1917 et 1975. Une plaque commémorative lui rend hommage[6].
- No 11 : voie privée du Hameau des artistes, bordée de villas et d'anciens ateliers d'artistes, où résida le peintre Charles Kvapil (1884-1957)[7]. Elle se termine par un escalier débouchant à l'arrière sur la rue Lepic.
- No 12 : immeuble construit en 1933 par l'architecte Fernand Camille Chevalier[8].

Emplacement  approximatif du moulin à Poivre. Édifié vers 1865 pour le compte de Pierre-Auguste Debray, c’est le dernier moulin à vent construit à Paris. Le percement de l’avenue entraîna sa destruction.
- No 13 : maison de Francisque Poulbot[10]. Une plaque lui rend hommage.

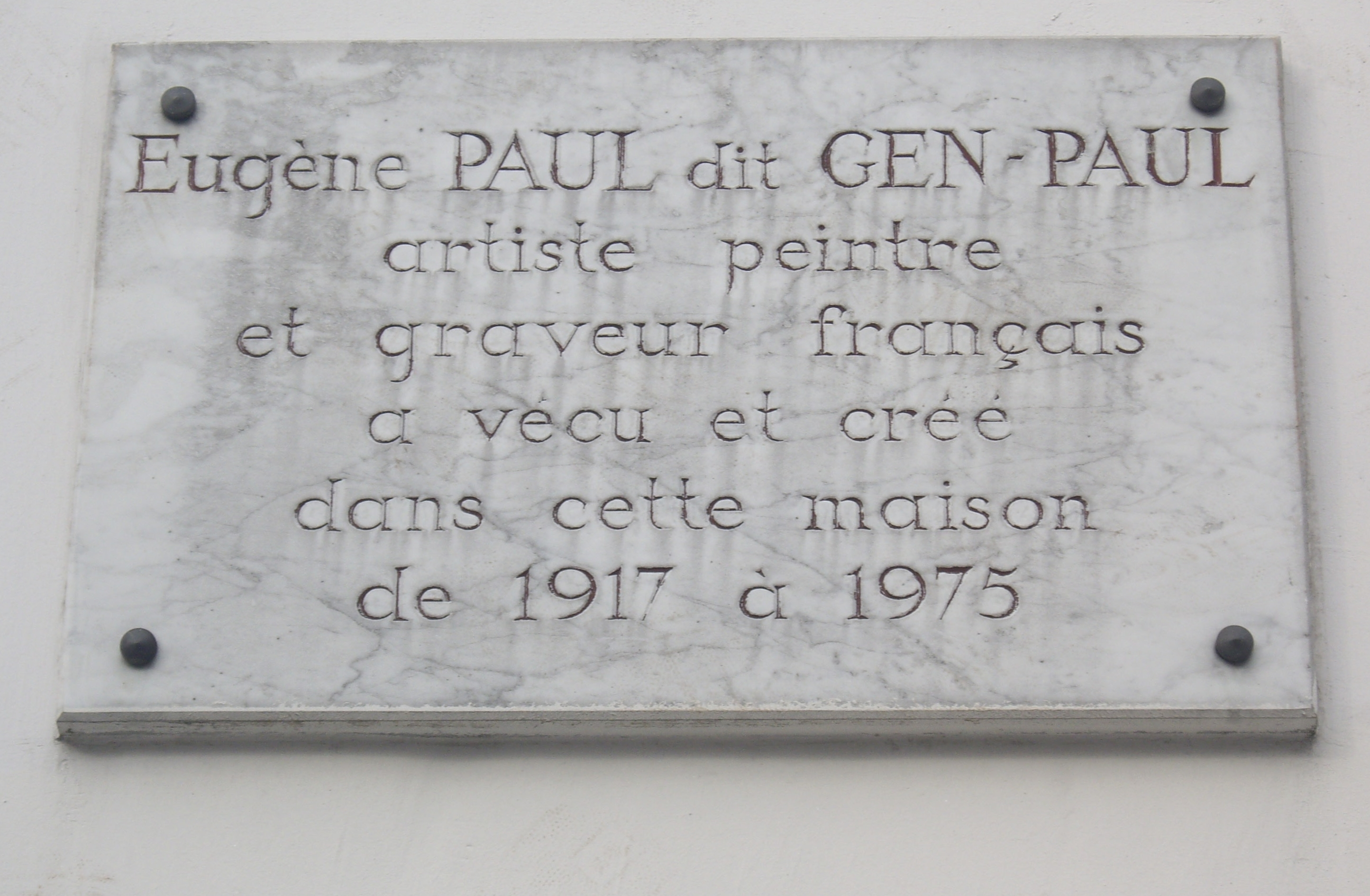
Plaque au no 2.
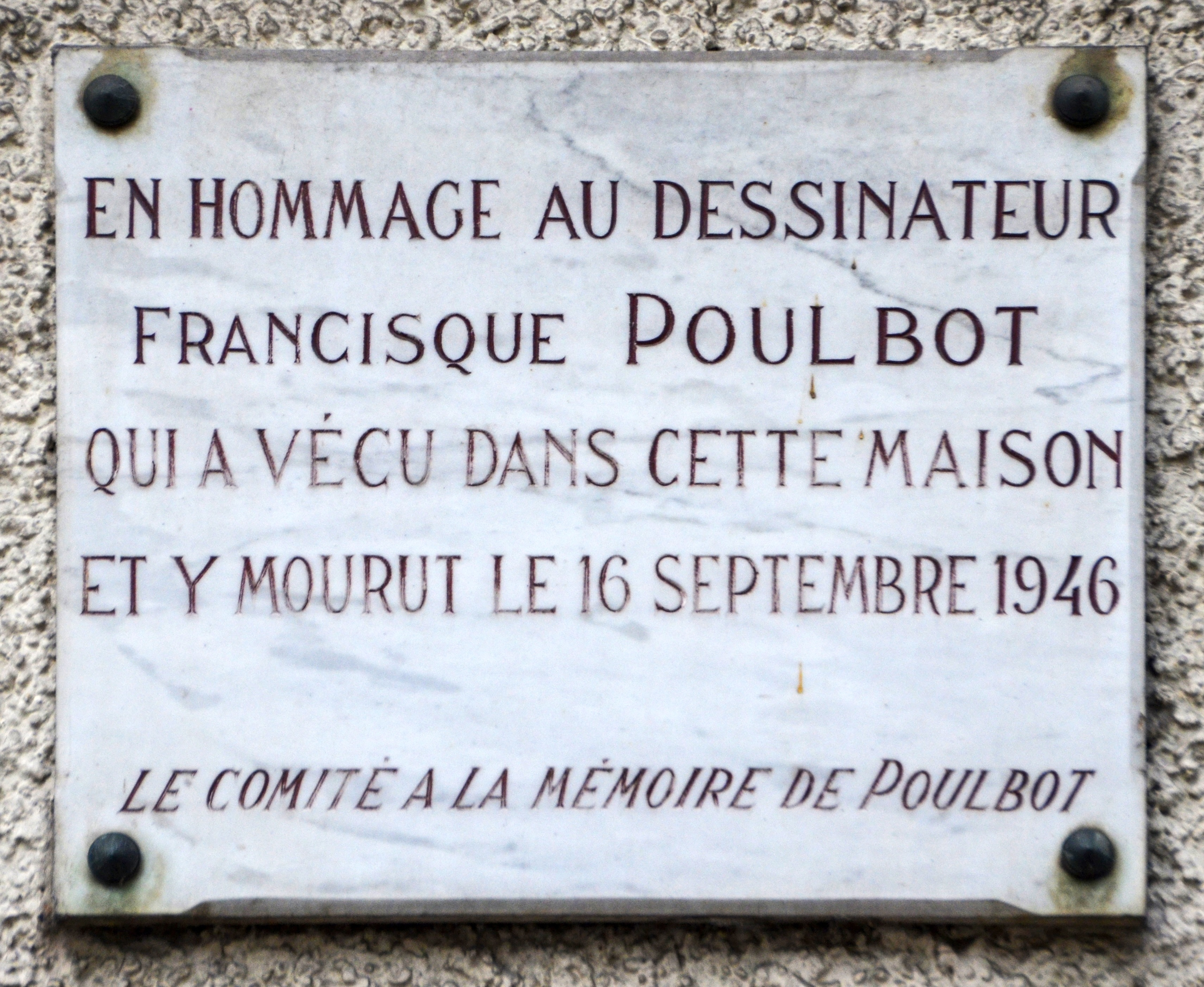
Plaque au no 13.

- No 15 : maison de Tristan Tzara, construite par Adolf Loos, immeuble inscrit à l'inventaire supplémentaire des monuments historiques en 1975[11].
- No 16 : l'acteur Charles Berling y a résidé[12].
- No 18 bis : maison construite par l’architecte Perney, dont la demande de permis de construire a été déposée le 1er mars 1926[13], pour l’acteur et le compositeur André Mauprey. Cette villa Art déco de 710 m2, comptant trois étages, est depuis 2025 une résidence hôtelière de luxe[14].
- No 21 : ce numéro n'existe pas ou plus, il est néanmoins célèbre grâce au film L'assassin habite au 21 de Henri-Georges Clouzot qui situe à ce numéro de l'avenue le lieu principal de l'intrigue macabre, la pension de famille Les Mimosas.
- No 22 : l'animateur de télévision Nagui y résida de 1998 à 2002[15].
- No 28 et no 22, rue Simon-Dereure : hôtel Lejeune, hôtel particulier du sculpteur Louis-Aimé Lejeune, réalisé en 1927 par l'architecte Adolphe Thiers. Immeuble inscrit à l'inventaire supplémentaire des monuments historiques. Le chanteur Claude Nougaro en fut propriétaire et y vécut plusieurs années[16].
- No 30 : hôtel particulier de style Art déco construit par l’architecte Adolphe Thiers en 1925 pour le compte du sculpteur Louis-Aimé Lejeune[17],[18].
- No 36 : immeuble de style Art déco des années 1920 inscrit à l'inventaire supplémentaire des monuments historiques réalisé par l'architecte Adolphe Thiers et où furent tournées des scènes du film Bob le flambeur de Jean-Pierre Melville (1956). La chanteuse Damia y résida à partir de 1956[19]. Siège du studio Schall et de l'agence de presse Schall Press créée par le photographe Roger Schall jusqu'en 1944[20]. Lieu de résidence de l'actrice Mary Marquet[21]. Atelier et domicile de Françoise Gilot[22], compagne de Pablo Picasso.
- No 39 : anciennement hôtel Alsina, où Édith Piaf avait une chambre à l'année et recevait régulièrement son amant, Yves Montand[23]. Il apparaît dans le film Baisers volés (1968) de François Truffaut, où Antoine Doinel (Jean-Pierre Léaud) est réceptionniste.
- No 47 : demeure de Jacques Prévert avec Janine Tricotet[24].
- No 49 : Pierre Dac y résida à partir de 1946[25].
- Théodore Fraenkel y avait son cabinet médical. Il y a reçu Georges Bataille, Michel Leiris et Alberto Giacometti[26].

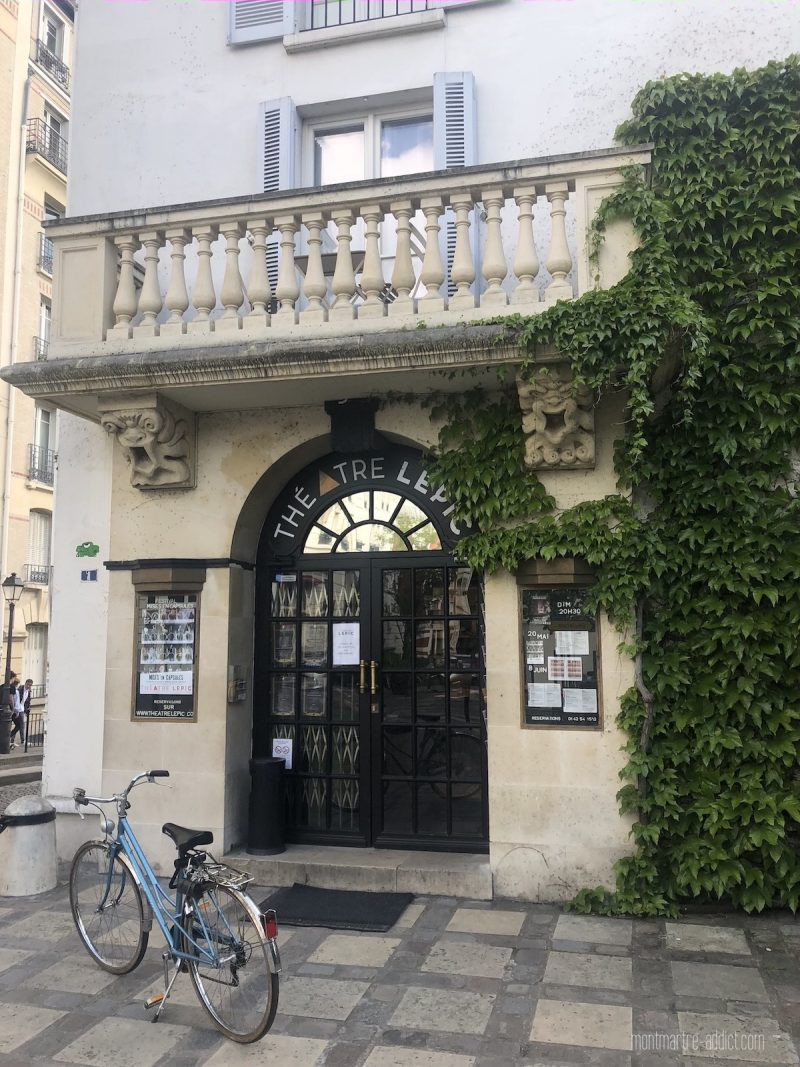
No 1 : le Théâtre Lepic.
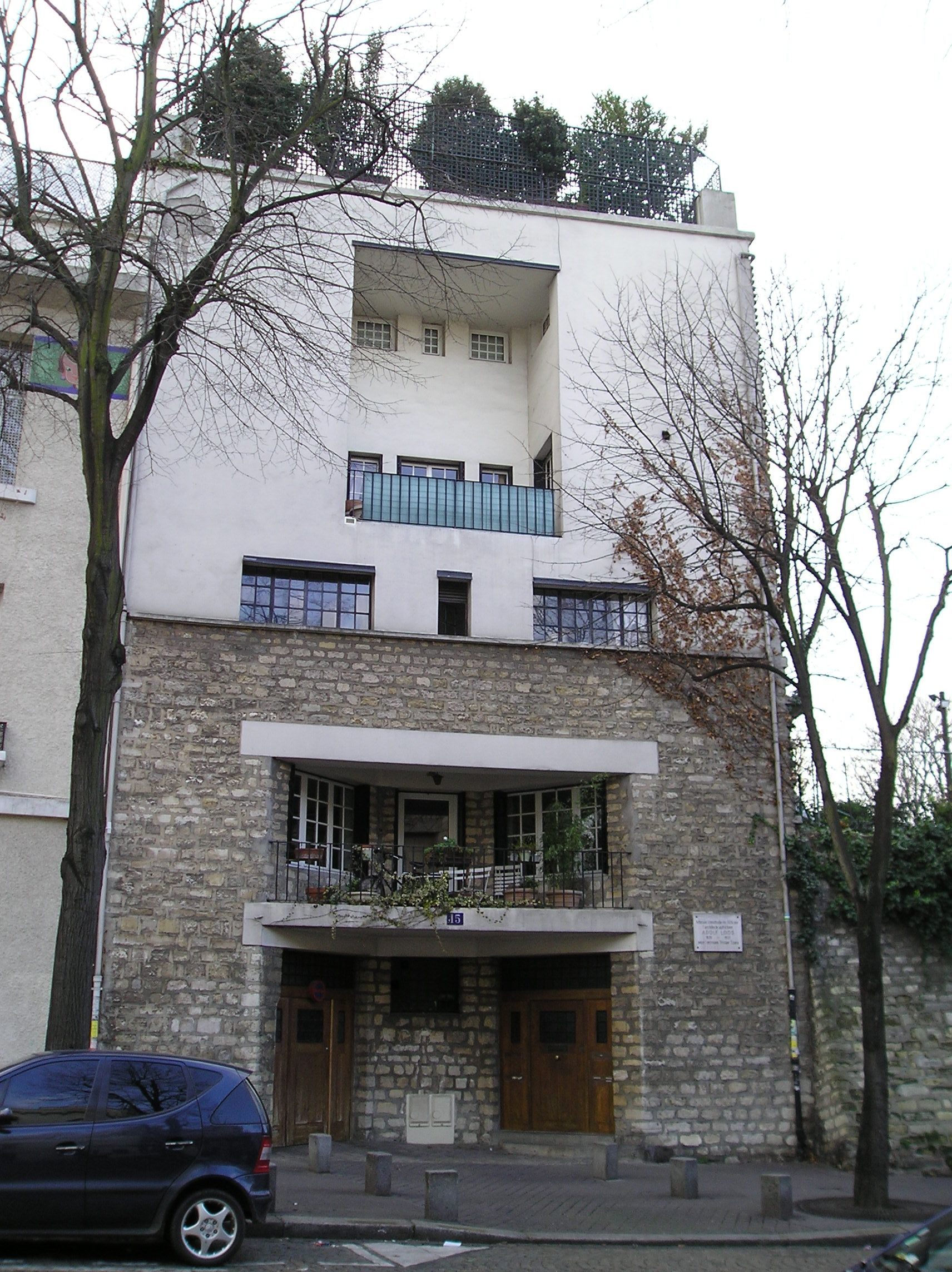
No 15 : maison de Tristan Tzara, construite pour lui par Adolf Loos.
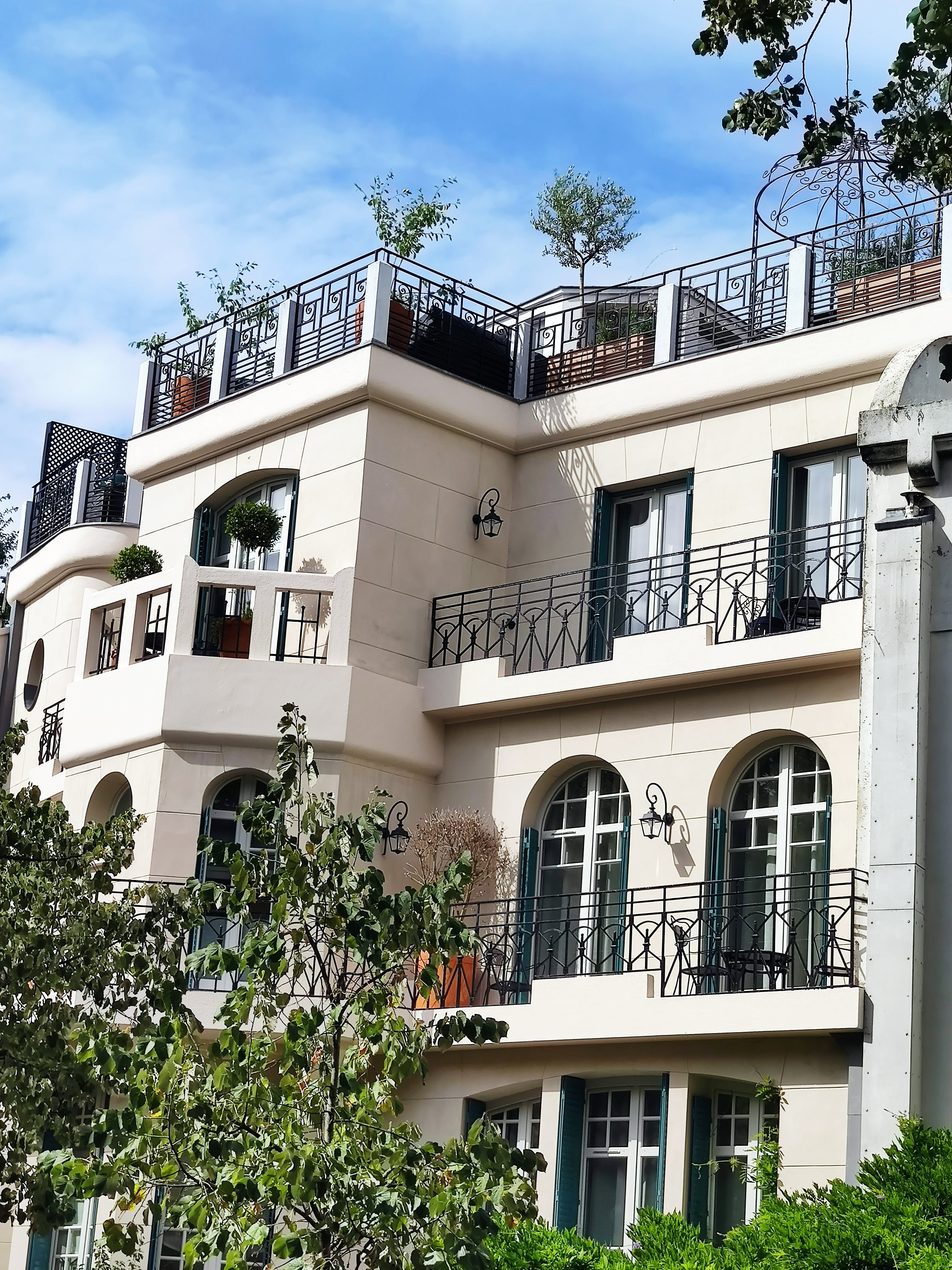
No  18 bis.
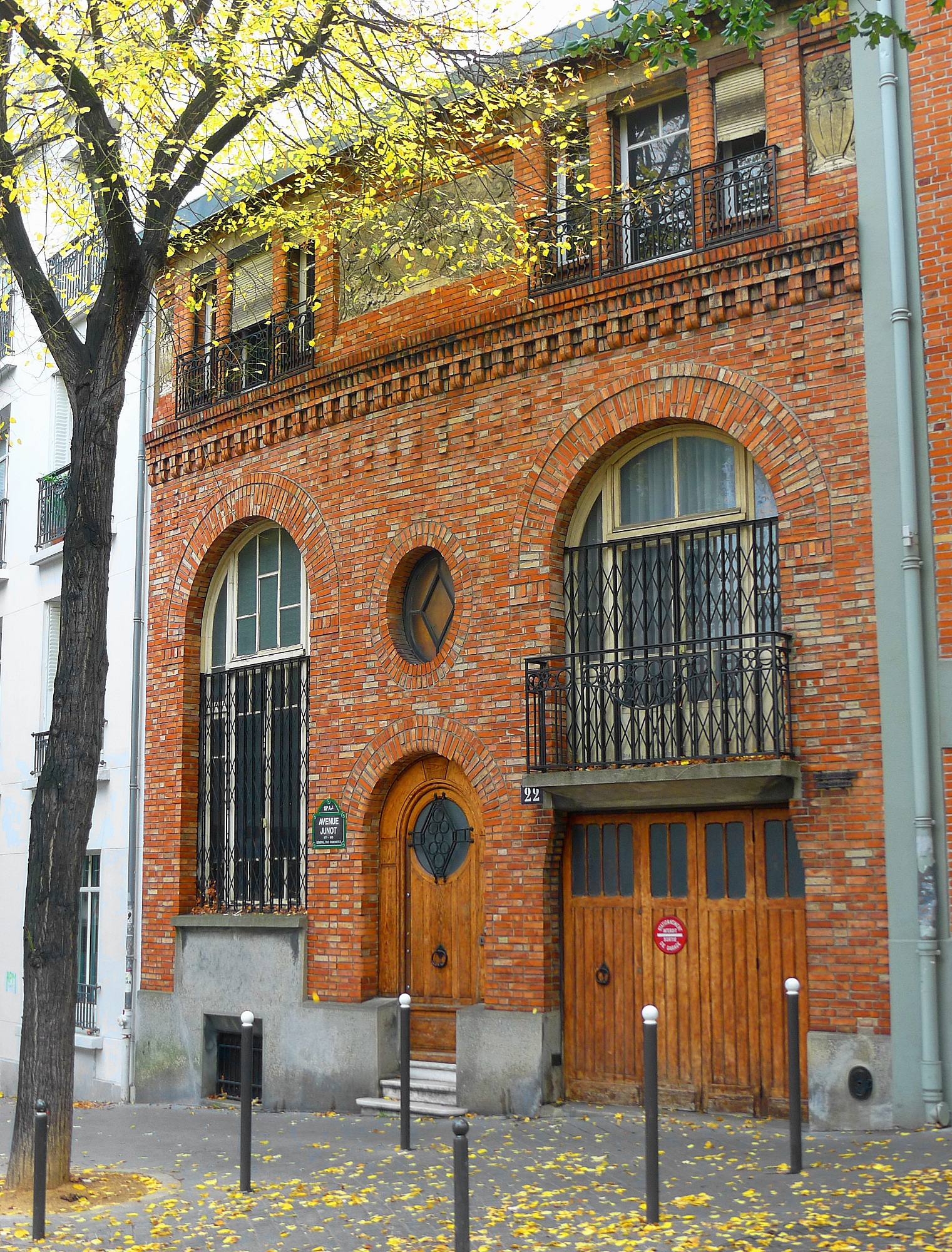
No  22.

## L'avenue Junot dans la culture

### Au cinéma
- La pension de famille Les Mimosas, lieu où se déroule l'intrigue de L'assassin habite au 21, film d'Henri-Georges Clouzot, est située dans cette rue. En réalité, le no 21 n’y existe pas.

### Dans la littérature
- Une nouvelle de Marcel Aymé, parue en 1943, porte le titre d'Avenue Junot.
- L’intrigue du roman policier Maigret et le fantôme écrit par Georges Simenon, paru en 1964, a pour cadre l’avenue Junot. Un autre roman du même auteur, Maigret et l'indicateur (1971), commence par la découverte du « corps d'un homme assassiné sur le trottoir de l'avenue Junot »[27].
- Le 36, avenue Junot est évoqué tout au long d'un roman de Patrick Modiano, Vestiaire de l'enfance.

### Dans la peinture

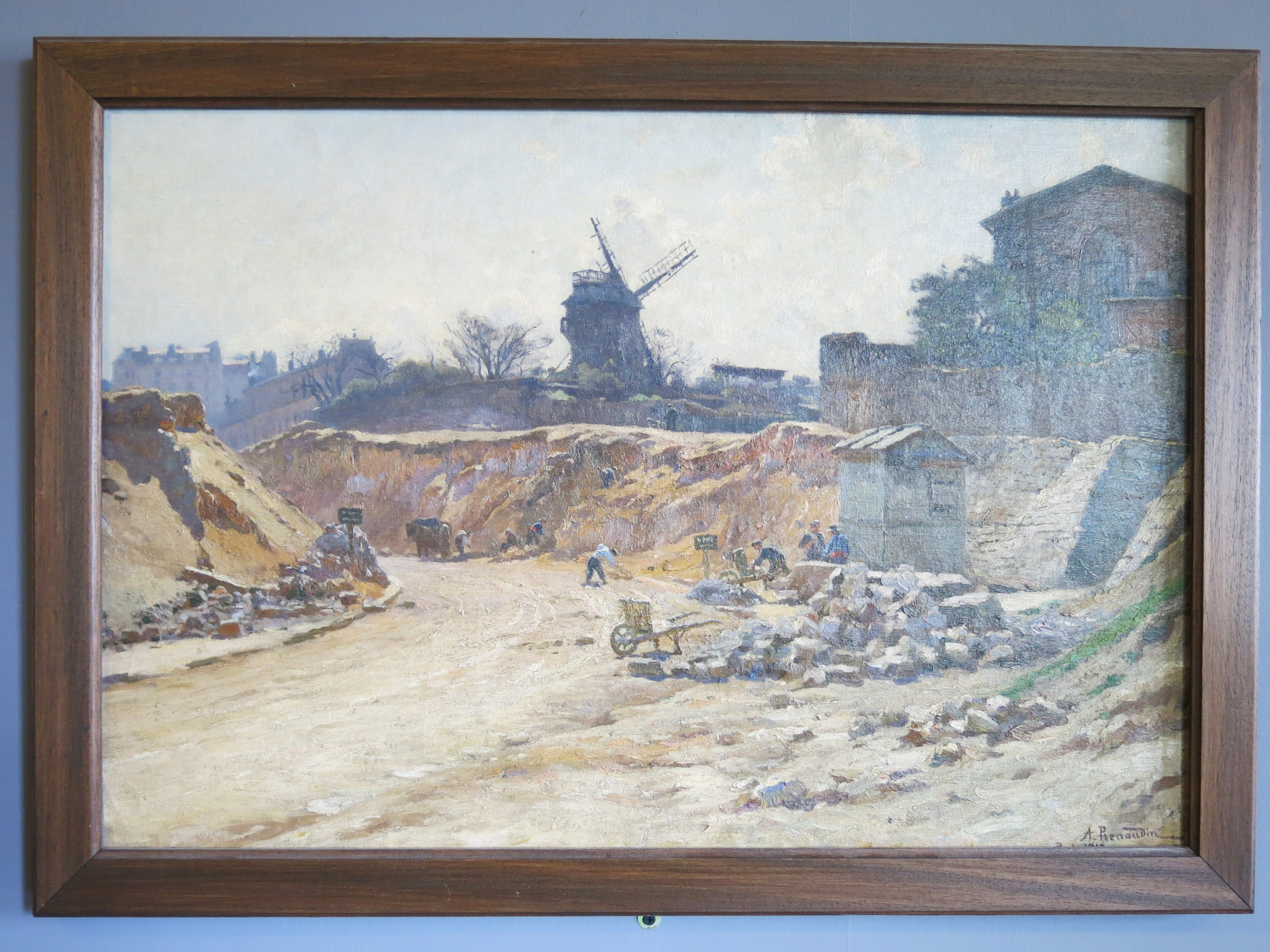
Alfred Renaudin, Percement de l'avenue Junot à Montmartre en 1912 (1912), Paris, musée de Montmartre.
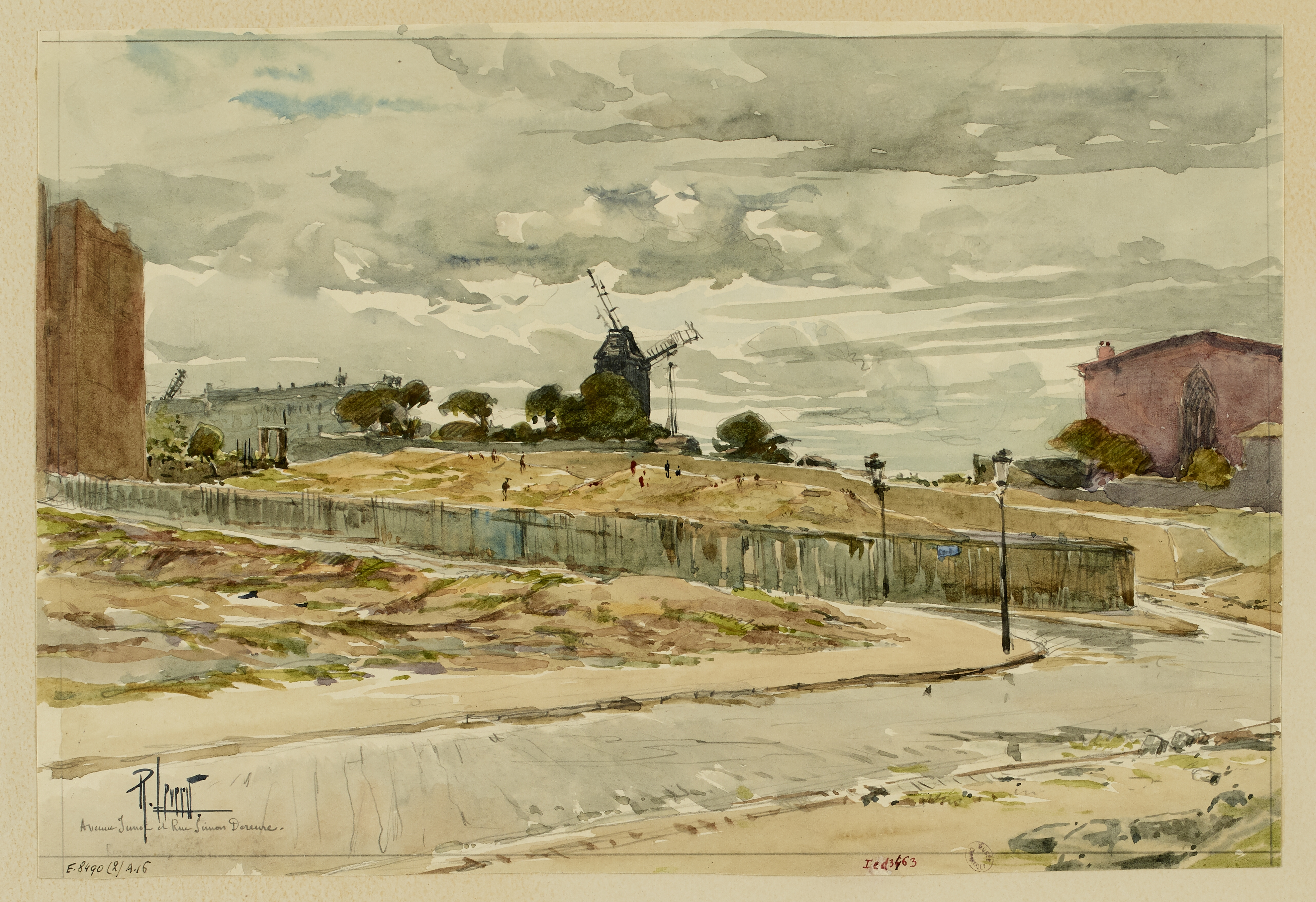
L'avenue Junot vers 1915 (René Leverd, musée Carnavalet).